# Joë petit boum-boum
Pour plus de détails, voir Fiche technique et Distribution.
Joë petit boum-boum est un long métrage d'animation français de Jean Image, sorti en 1973.
Il s'agit d'un montage de plusieurs épisodes de la série télévisée animée Joë chez les abeilles réalisée par Jean Image en 1960.

## Synopsis
Le jeune Joë sauve une ruche de la destruction. Une abeille du nom de Bzz lui fait une piqûre magique qui a pour effet de réduire Joe à la taille d'une abeille. Il est invité par la reine des abeilles, Fleur de Miel 145, à visiter son royaume. Mais les guêpes, ennemies mortelles des abeilles, cherchent à envahir la ruche sous le commandement de l'affreux Wou ...

## Fiche technique
- Titre : Joë petit boum-boum
- Réalisation : Jean Image
- Animation : Michel Bertrand, Debis Boutin, Jean Guillet, Guy Lehideux, José Xavier.
- Commentaires et dialogues : Michel Emer, France Image
- Exécution technique : Olivier Bonnet, Véronique Girou, Annie Laurent, Alice Lebreton, Irène Orloff, Dominique Pot.
- Décors : G. Lombal, Marie-Luce
- Musique : Michel Emer
- Chansons du film interprétées par Christiane Legrand
- Son : Studio Marignan
- Mixage : René Renault
- Caméra : K. Tchikine, C. Moisset
- Production : Films Jean Image
- Pays :  France
- Durée : 60 minutes
- Format : couleur
- Date de sortie : 22 avril 1973

## Voix
- Linette Lemercier : Joë
- Roger Carel : Bzz
- Christiane Legrand : Fleur de Miel
- Laurence Badie : inconnu

## Produits dérivés du film

### Disque45 tours
- Joë, petit boum-boum : Label "Le Petit Ménestrel" ; Référence : ALB 214 ; octobre 1972.

### VHS
- Joë, petit boum-boum : Édition VIP Vidéo Club, Collection Jean Image.
- Joë, petit boum-boum : Édition Pathé Video, Réf: da0090, 1991.

### DVD
- Joë, petit boum-boum : Édition IDE/ BENJ Productions, 2002